# Amplitude
Amplitude（アンプリチュード）は、Webおよびアプリで解析するユーザー行動アナリティクス。米国ではサービスが評価され、2016年「Forbes 2016 Cloud 100」の注目株20社に選ばれた。2019年「次世代ユニコーン50社」の1社にも選ばれている。

## 概要
Amplitudeは、ユーザーを軸として、ユーザー属性やユーザー行動を分析しながら、Webおよびアプリにアクセスするユーザーを理解するためのプラットフォームです。Google AnalyticsやFirebase Analyticsのように、セッションを軸としたアナリティクスでは、インタレストや行動フローは集計できても、ユーザーを軸とした顧客理解につなげることは難しい。その点、Amplitudeはユーザーを軸としているため、ユーザー本来の属性や行動を把握することができる。
Amplitude 最大の強みの1つは、アクション・コホートツールである。ユーザーの継続率を分析する際、ユーザーにとってどのような振る舞いがWebやアプリの継続率を伸ばしているのか、今までのアクセス解析では比較が難しかった。Amplitudeは、継続率を伸ばしている振る舞いはどれか探し当て、比較することができる。
マイクロソフト、Twitter、アディダス、サムスン電子、PayPal、Squareなど12,000以上の企業が導入し、デジタルビジネスの成長を加速させている。

## 歴史
2012年、次世代のプロダクトおよび成長マネージャーの分析ニーズを満たすため、Amplitudeを設立。Spenser SkatesとCurtis Liuは、Android用の音声認識アプリ「Sonalight」に取り組んでいた時、既存の分析ツールはモバイル向けにうまく拡張できず、ユーザー数やページビュー数のようなバニティメトリック（虚栄の指標）以上のものを提供するのには柔軟性もなく、インパクトが欠けることに気づき始めた。
最終的に、Sonalight内でユーザーが何をしていたか、そしてその行動が保持にどのように影響したかを理解するために、独自のインフラストラクチャを構築、保持期間が50％増加することに成功した。モバイルのプロダクトマネージャーが、ユーザーの行動に関する質問に回答し、プロダクトを改善する方法を見つけ、最終的にはより多くのユーザーを保持し、ビジネスを成長させるために、Amplitudeを成長させた。

## 主な機能
Amplitudeを導入すると以下の機能が利用できる。
- ユーザーイベント集計
- 新規、定着、復帰、休眠ユーザーの分類
- マジックナンバー抽出
- ファネル分析
- リテンション分析
- ユーザーのジャーニー集計
- 行動クラスタの分類
- LTV、ARPU、ARPPUの集計

## インストール
以下のAPIやSDKを利用してAmplitudeを導入することができる。
- Googleタグマネージャー
- Adobeアナリティクス
- iOS SDK
- Android SDK
- JavaScript SDK
- React Native SDK
- Unityプラグイン
- HTTP API V2

## データ統合
以下のプラットフォームと連携ができ、複雑な分析が可能となる。
- Adjust
- AppsFlyer
- Branch
- Kochava
- mParticle
- Optimizely
- Salesforce
- Segment
- SendGrid
- Singular
- Taplytics
- Tealium
- TUNE
- Zendesk Connect

## エクスポート連携
Amplitudeイベントデータを以下プラットフォームでロードできる。
- Google Cloud Storage
- Snowflake
- Amazon S3
- AWS AppFlow
- Dashboard Rest API

## 無料範囲
- 広告は一切表示されない
- 月間 1,000万イベントまで無料
- チャート機能（Basic）が利用できる

## 沿革
- 2012年 - Y Combinatorsのアクセラレータプログラム(YC W12)出身のファウンダーがモバイルアナリティクスを提供[7]
- 2015年6月 - 900万ドルを調達（シリーズA）[8]
- 2016年6月 - 1,500万ドルを調達（シリーズB）[9]
- 2016年9月 - 世界のクラウド企業を選出した「Forbes 2016 Cloud 100」より、注目株20社の1つとして選ばれる[10]
- 2017年8月 - 3,000万ドルを調達（シリーズC）[11]
- 2018年10月 - グロースを牽引するリーダーが参加するカンファレンス「Amplify」を開始
- 2018年12月 - 8,000万ドルを調達（シリーズD）[12]
- 2019年2月 - ニューヨーク・タイムズとCB Insightが選ぶ、最も将来性のある「次世代ユニコーン50社」の1つに選ばれる[13]
- 2020年3月 -予測分析のスタートアップである ClearBrain を買収[14]
- 2021年5月 - 顧客データ分析のスタートアップ企業 Iteratively を買収[15]

## 日本での展開
2019年9月、日本に拠点を設けてビジネス展開を開始。日本市場においてはパートナー企業とともに、導入から運用までのサポートを行っている。

## 注記
1. ↑  AMA with Spenser Skates, CEO & Founder of Amplitude Analytics - - Growth Hackers
2. ↑  Interview: Spenser Skates, CEO of Amplitude - insideBIGDATA, 2015年12月1日
3. ↑  Amplitude | グロースマーケティング公式｜Growth Marketing
4. ↑  Ingest data via SDKs and APIs
5. ↑  Import data via integrations
6. ↑  Export your Amplitude data
7. ↑  Real-Time Mobile Analytics Platform Amplitude Takes On Flurry & Mixpanel - TechCrunch, 2014年2月21日
8. ↑  Analytics startup Amplitude raises $15M - TechCrunch, 2016年6月8日
9. ↑  モバイル・アナリティクスのスタートアップ、Amplitudeが1500万ドル調達 - Tech Crunch Japan, 2016年6月9日
10. ↑  Forbes Releases First List of Top 100 Cloud Companies + 20 Rising Stars - FINSMES, 2016年9月8日
11. ↑  Amplitude raises another $30M for its product-focused analytics tools - TechCrunch, 2017年8月10日
12. ↑  Amplitude Closes $80M Series D Funding - FINSMES, 2018年12月5日
13. ↑  Up and Coming Startup Companies to Watch For l CB Insights - CB Insight, 2019年2月10日
14. ↑  Amplitude Acquires ClearBrain
15. ↑  Amplitude acquires Seattle-based customer data analytics startup Iteratively
16. ↑  次世代ユニコーン。グロースハック向けユーザー行動分析の Amplitude、本格的に日本市場へビジネス展開を開始 - PR Times, 2019年9月3日
17. ↑  Burger King、カンヌライオンズで 2冠、世界で注目されたグロース手法を Amplify で紹介 - PR Times, 2019年10月25日